# Reinhold Johan von Fersen
Reinhold Johan von Fersen, född på 1650-talet nära Reval, död 1716 i Stockholm, var en svensk greve, militär och ämbetsman. Han var landshövding i Västerbottens län 1688 och i Hallands län 1705–1710. 

## Biografi
Reinhold Johan von Fersen var son till Hans von Fersen d.ä. i dennes första äktenskap med Catharina Margareta Burth och var det enda av faderns tolv barn som förde ätten vidare. I äldre litteratur brukar han anges vara född 1646, men föräldrarna gifte sig 1651, och eftersom Reinhold Johan inte var äldsta barnet kan årtalet inte stämma.
von Fersen blev 1672 löjtnant vid hertigen av Kurlands regemente i holländsk krigstjänst och deltog bland annat i slaget vid Seneffe 1674 och blev samma år kapten för ett holländskt dragonregemente. Inför utbrottet av skånska kriget beslutade han sig för att återvända och erhöll en post som major vid Gotthard Wilhelm von Budbergs viborgska dragonregemente, men på väg till Sverige blev hans fartyg uppbringat av ett danskt skepp, och Reinhold Johan von Fersen råkade i krigsfångenskap i Norge. 1677 utväxlades han genom påverkan från farbrodern Fabian von Fersen mot en norsk officer och fick återvända och hann delta i slaget vid Landskrona. För sina insatser befordrades han kort därefter till överstelöjtnant vid Västerbottens regemente och utmärkte sig även under belägringen av Kristianstad där han under beskjutning av fienden lät uppföra ett batteri på en holme i Helge å. Efter kriget var han under ett år stationerad med sitt regemente i Stralsund, men sändes sedan över till Finland. 1684 blev han överste och chef för Västerbottens regemente.
von Fersen deltog i Stora nordiska kriget till 1702, då han blev generalmajor och överkommendant i Göteborg. 1709 blev han generallöjtnant och guvernör i Riga, 1711 kungligt råd, 1712 generalfälttygmästare samt 1715 president i Svea hovrätt.
Reinhold Johan von Fersen var gift med friherrinnan Anna Sophia von Ungern-Sternberg. De fick två barn. Dottern Dorotea gifte sig med friherren von Scheiding och sonen Hans von Fersen var president i Svea hovrätt.